# Liste der Kulturdenkmale in Nehren (Württemberg)
In der Liste der Kulturdenkmale in Nehren sind die Gebäude der Gesamtanlage Ortskern Nehren und weitere Kulturdenkmäler verzeichnet. Nach § 19 des Denkmalschutzgesetzes (DSchG) Baden-Württemberg können die Gemeinden Gesamtanlagen durch Satzung unter Denkmalschutz stellen. Gesamtanlagen sind insbesondere Straßen-, Platz- und Ortsbilder, an deren Erhaltung aus wissenschaftlichen, künstlerischen oder heimatgeschichtlichen Gründen ein besonderes öffentliches Interesse besteht. Veränderungen an dem geschützten Bild bedürfen der Genehmigung. In dieser Liste sind alle Gebäude enthalten, die im Rahmen der Gesamtanlagensatzung Nehren geschützt sind, obwohl sie als Einzelgebäude nicht als Denkmäler eingestuft sind. Die folgende Liste ist nicht vollständig.

## Gesamtanlage Nehren
| Bild           | Bezeichnung                             | Lage                                     | Datierung                           | Beschreibung | ID |
| -------------- | --------------------------------------- | ---------------------------------------- | ----------------------------------- | --- | -- |
|                | Bürger- und Vereinshaus                 | Nehren, Bohlstraße 2 (Karte)             | 1680                                | Ehemaliges Wohnhaus mit Scheune, heute Bürger- und Vereinshaus, erhaltenswertes Gebäude |    |
|                | Wohnhaus Bubengasse 1                   | Nehren, Bubengasse 1 (Karte)             | 18./19. Jahrhundert                 | Wohnhaus, erhaltenswertes Gebäude |    |
|                | Wohnhaus Gartenstraße 6                 | Nehren, Gartenstraße 6 (Karte)           | 1. Hälfte 19. Jahrhundert           | Wohnhaus, Geburtshaus des Brauereiunternehmers Ernst Wulle, erhaltenswertes Gebäude |    |
|                | Wohnhaus Gomaringer Straße 1            | Nehren, Gomaringer Straße 1 (Karte)      | im Kern wohl 18. Jahrhundert        | Wohnhaus, erhaltenswertes Gebäude |    |
|                | Wohnhaus Gomaringer Straße 2            | Nehren, Gomaringer Straße 2 (Karte)      | im Kern wohl 18. Jahrhundert        | Wohnhaus, erhaltenswertes Gebäude |    |
|                | Wohnhaus Gomaringer Straße 3            | Nehren, Gomaringer Straße 3 (Karte)      | im Kern wohl 18. Jahrhundert        | Wohnhaus, erhaltenswertes Gebäude |    |
|                | Wohnhaus Gomaringer Straße 6            | Nehren, Gomaringer Straße 6 (Karte)      | im Kern wohl 18. Jahrhundert        | Wohnhaus, erhaltenswertes Gebäude |    |
|                | Armenhaus                               | Nehren, Gomaringer Straße 7 (Karte)      | um 1780                             | Eingeschossiger Fachwerkbau, Armenhaus Geschützt nach § 2 DSchG |    |
|                | Wohnhaus Hauchlinger Straße 2           | Nehren, Hauchlinger Straße 2 (Karte)     | 1764                                | Wohnhaus, erhaltenswertes Gebäude |    |
|                | Wohnhaus Hauchlinger Straße 4           | Nehren, Hauchlinger Straße 4 (Karte)     | im Kern wohl 17. Jahrhundert        | Wohnhaus, erhaltenswertes Gebäude |    |
|                | Wohnhaus Hauchlinger Straße 6           | Nehren, Hauchlinger Straße 6 (Karte)     | 1679                                | Gestelztes Einhaus, erhaltenswertes Gebäude |    |
|                | Wohnhaus Hauchlinger Straße 8           | Nehren, Hauchlinger Straße 8 (Karte)     | 1573                                | Gestelztes, giebelständiges Einhaus Geschützt nach § 2 DSchG |    |
|                | Wohnhaus Hauchlinger Straße 11          | Nehren, Hauchlinger Straße 11 (Karte)    | im Kern wohl noch 18. Jahrhundert   | Wohnhaus, erhaltenswertes Gebäude |    |
|                | Wohnhaus Hauchlinger Straße 11          | Nehren, Hauchlinger Straße 11 (Karte)    | 18. Jahrhundert                     | Doppelscheune mit zwei Mitteltennen Geschützt nach § 2 DSchG |    |
|                | Wohnhaus Hauchlinger Straße 12          | Nehren, Hauchlinger Straße 12 (Karte)    | 1615                                | Wohnhaus, Prüffall |    |
|                | Wohnhaus Hauchlinger Straße 17          | Nehren, Hauchlinger Straße 17 (Karte)    | im Kern wohl noch 18. Jahrhundert   | Wohnhaus, erhaltenswertes Gebäude |    |
|                | Wohnhaus Hauchlinger Straße 18          | Nehren, Hauchlinger Straße 18 (Karte)    | 1788                                | Wohnhaus, erhaltenswertes Gebäude |    |
|                | Wohnhaus Hauchlinger Straße 19          | Nehren, Hauchlinger Straße 19 (Karte)    | 1788                                | Wohnhaus, erhaltenswertes Gebäude |    |
|                | Pfarrhof                                | Nehren, Hauchlinger Straße 22 (Karte)    | 1786                                | Zweigeschossiger verputzter Massivbau mit Fachwerkaufsatz, datiert 1786 und Pfarrscheune, 18. Jahrhundert. Geburtshaus des Kantforschers Hans Vaihinger Geschützt nach § 2 DSchG |    |
|                | Gehöft Hauchlinger Straße 26/28         | Nehren, Hauchlinger Straße 26/28 (Karte) | 17. Jahrhundert                     | Giebelständiges Doppelwohnhaus. Vorne ein verputztes Fachwerkhaus (Nr. 28) auf hohem massivem Sockel, 17. Jahrhundert. Dahinter im Zuge der Ortsverdichtung erbautes Fachwerkhaus (Nr. 26), ursprünglich Ökonomieteil, Umbau zum Wohnhaus 18. Jahrhundert. Zwei Scheunen datiert 1772 und 1774. Geschützt nach § 2 DSchG |    |
|                | Wohnhaus Hauchlinger Straße 27          | Nehren, Hauchlinger Straße 27 (Karte)    | 1610                                | Traufständiges Fachwerkhaus über hohem massivem Sockel, datiert 1610. Geschützt nach § 2 DSchG |    |
| Weitere Bilder | Veitskirche                             | Nehren, Hauchlinger Straße 30 (Karte)    | 15. Jahrhundert                     | Spätgotische Saalkirche. Geschützt nach § 28 DSchG |    |
|                | Wohnhaus Hauchlinger Straße 39          | Nehren, Hauchlinger Straße 39 (Karte)    | im Kern 18. Jahrhundert             | Wohnhaus, erhaltenswertes Gebäude |    |
|                | Bauernhaus Hauchlinger Straße 41        | Nehren, Hauchlinger Straße 41 (Karte)    | 1771                                | Gestelztes, giebelständiges Einhaus, Fachwerkbau auf massivem Sockel; Bauinschrift: 1771. Geschützt nach § 2 DSchG |    |
|                | Schulhaus                               | Nehren, Hauchlinger Straße 42 (Karte)    | 1654                                | Traufständig in zweiter Reihe zur Hauchlinger Straße Erdgeschoss Quadermauerwerk, Fachwerkobergeschoss datiert. Geschützt nach § 2 DSchG |    |
| Weitere Bilder | Friedhofskapelle                        | Nehren, Hauchlinger Straße 47 (Karte)    | 1964                                | Friedhofskapelle, erhaltenswertes Gebäude |    |
| Weitere Bilder | Friedhof                                | Nehren, Hauchlinger Straße 47 (Karte)    | um 1800                             | erhaltenswerte Grünfläche |    |
|                | Wohnhaus Hauptstraße 2                  | Nehren, Hauptstraße 2 (Karte)            | 1681                                | Zweigeschossiges Wohnhaus mit Fachwerkobergeschoss auf massivem Erdgeschoss, datiert 1681. Ecklage, giebelständig zur Hauptstraße. Geschützt nach § 2 DSchG |    |
|                | Wohnhaus Hauptstraße 6                  | Nehren, Hauptstraße 6 (Karte)            | 18. Jahrhundert                     | Wohnhaus, erhaltenswertes Gebäude |    |
|                | Scheune Hauptstraße 7/1                 | Nehren, Hauptstraße 7/1 (Karte)          | wohl noch 17. Jahrhundert           | Scheune, erhaltenswertes Gebäude |    |
|                | Wohnhaus Hauptstraße 8                  | Nehren, Hauptstraße 8 (Karte)            | 18. Jahrhundert                     | Wohnhaus, erhaltenswertes Gebäude |    |
|                | Gehöft Hauptstraße 9                    | Nehren, Hauptstraße 9 (Karte)            | 1623                                | Giebelständiges Wohnhaus (Ende 17. Jahrhundert) mit rechtwinklig angebauter Mitteltennen-Scheune, letztere datiert 1623. Geschützt nach § 2 DSchG |    |
|                | Wohnhaus Hauptstraße 12                 | Nehren, Hauptstraße 12 (Karte)           | im Kern um 1520                     | Wohnhaus, erhaltenswertes Gebäude |    |
|                | Wohnhaus Hauptstraße 14                 | Nehren, Hauptstraße 14 (Karte)           | im Kern wohl 17. Jahrhundert        | Wohnhaus, erhaltenswertes Gebäude |    |
|                | Wohnhaus Hauptstraße 15                 | Nehren, Hauptstraße 15 (Karte)           | 1757                                | Quererschlossenes, giebelständiges Einhaus; Wohnteil datiert 1757 mit älterem Gewölbekeller, rückwärtige Scheune 18. Jahrhundert. Geschützt nach § 2 DSchG |    |
|                | Scheune Hauptstraße 15/1                | Nehren, Hauptstraße 15/1 (Karte)         | 1757                                | Scheune, erhaltenswertes Gebäude |    |
|                | Wohnhaus Hauptstraße 16                 | Nehren, Hauptstraße 16 (Karte)           | 18. Jahrhundert                     | Wohnhaus, erhaltenswertes Gebäude |    |
|                | Wohnhaus Hauptstraße 17                 | Nehren, Hauptstraße 17 (Karte)           | 1658                                | Eingeschossiges, giebelständiges Fachwerkhaus, datiert 1658; rückwärtige Scheune wohl 17. Jahrhundert. Geschützt nach § 2 DSchG |    |
|                | Scheune zu Hauptstraße 17               | Nehren, Hauptstraße 17 (Karte)           | 17. Jahrhundert                     | Scheune, erhaltenswertes Gebäude |    |
|                | Umspannstation                          | Nehren, Hauptstraße 17/1 (Karte)         | 1908                                | Umspannstation, erhaltenswertes Gebäude |    |
|                | Wohnhaus Hauptstraße 19                 | Nehren, Hauptstraße 19 (Karte)           | 1677                                | Wohnhaus, Prüffall |    |
|                | Wohnhaus Hauptstraße 21                 | Nehren, Hauptstraße 21 (Karte)           | 17. Jahrhundert                     | Wohnhaus, erhaltenswertes Gebäude |    |
|                | Bauernhaus Hauptstraße 27               | Nehren, Hauptstraße 27 (Karte)           | im Kern um 1600                     | Bauernhaus, Prüffall |    |
|                | Gasthof „Zum Schwanen“                  | Nehren, Hauptstraße 28 (Karte)           | 1698                                | Bauernhaus mit Fachwerk über massivem Sockel, datiert 1698; um 1900 Dorfgaststätte. Geschützt nach § 2 DSchG |    |
|                | Wohnhaus Hauptstraße 30                 | Nehren, Hauptstraße 30 (Karte)           | 1764                                | Gestelztes giebelständiges Fachwerkhaus über hohem massivem Sockel, datiert 1764. Geschützt nach § 2 DSchG |    |
|                | Gehöft Hauptstraße 31                   | Nehren, Hauptstraße 31 (Karte)           | 1795                                | Giebelständiger verputzter Fachwerkbau mit Mansarddach, datiert 1795. Hofsituation mit Scheune/Stall. Geschützt nach § 2 DSchG |    |
|                | Rathaus                                 | Nehren, Hauptstraße 32 (Karte)           | 1843/44                             | Dreigeschossiger traufständiger Fachwerkbau mit Erdgeschoss in Quadermauerwerk, erbaut 1843/44 für die beiden Orte Nehren und Hauchlingen. Geschützt nach § 2 DSchG |    |
|                | Gehöft Hauptstraße 33                   | Nehren, Hauptstraße 33 (Karte)           | im Kern um 1550                     | Giebelständiges gestelztes Fachwerkhaus über massivem Erdgeschoss, im Kern um 1550 erbaut, im 18. Jahrhundert erweitert; quer dazu Doppelscheune (1536/37) sowie Back- oder Waschhaus. Geschützt nach § 2 DSchG |    |
|                | Gehöft Hauptstraße 34                   | Nehren, Hauptstraße 34 (Karte)           | 18. Jahrhundert                     | Giebelständiges gestelztes Fachwerkhaus über massivem Erdgeschoss mit Scheine, Schweine- und Kleintierstall. Geschützt nach § 2 DSchG |    |
|                | Zehntscheune                            | Nehren, Hauptstraße 35 (Karte)           | 1659                                | Traufständiger verputzter Fachwerkbau, 1659 als herrschaftliche Zehntfruchtscheuer erbaut. Geschützt nach § 2 DSchG |    |
|                | Wohnhaus Hauptstraße 36                 | Nehren, Hauptstraße 36 (Karte)           | im Kern wohl 18. Jahrhundert        | Gestelztes Einhaus, erhaltenswertes Gebäude |    |
|                | Wohnhaus Hauptstraße 37                 | Nehren, Hauptstraße 37 (Karte)           | im Kern wohl 17./18. Jahrhundert    | Wohnhaus, erhaltenswertes Gebäude |    |
|                | Wohnhaus Hauptstraße 38                 | Nehren, Hauptstraße 38 (Karte)           | im Kern wohl 18. Jahrhundert        | Wohnhaus, erhaltenswertes Gebäude |    |
|                | Wohnhaus Im Bund 1                      | Nehren, Im Bund 1 (Karte)                | im Kern Ende 15. Jahrhundert        | Fachwerkbau traufständig zur Hauchlinger Straße, Reste einer Bohlenstube. Geschützt nach § 2 DSchG |    |
|                | Wohnhaus Im Bund 6                      | Nehren, Im Bund 6 (Karte)                | im Kern wohl 18. Jahrhundert        | Wohnhaus, erhaltenswertes Gebäude |    |
|                | Wohn- und Geschäftshaus Kappelstraße 1  | Nehren, Kappelstraße 1 (Karte)           | im Kern wohl in 16./17. Jahrhundert | Wohn- und Geschäftshaus, erhaltenswertes Gebäude |    |
|                | Gehöft Kappelstraße 4                   | Nehren, Kappelstraße 4 (Karte)           | 1782                                | Kleinbauernhaus mit quer angebauter Scheune, datiert 1782. Scheune mit Seitentenne datiert 1757. Geschützt nach § 2 DSchG |    |
|                | Wohnhaus Kappelstraße 5                 | Nehren, Kappelstraße 5 (Karte)           | 1671                                | Giebelständiger Fachwerkbau, datiert 1671. Geschützt nach § 2 DSchG |    |
|                | Gehöft Kappelstraße 6                   | Nehren, Kappelstraße 6 (Karte)           | 1785                                | Giebelständiger Fachwerkbau datiert 1785; Scheune/Stall datiert 1756; Schuppen (Schweinestall). Geschützt nach § 2 DSchG |    |
|                | Wohnhaus Kappelstraße 7                 | Nehren, Kappelstraße 7 (Karte)           | 1731                                | Giebelständiger Fachwerkbau datiert 1731. Die zugehörige Scheune wurde abgebrochen. Geschützt nach § 2 DSchG |    |
|                | Waschhaus                               | Nehren, neben Kappelstraße 8 (Karte)     | 19. Jahrhundert                     | Waschhaus, erhaltenswertes Gebäude |    |
|                | Gehöft Kappelstraße 9                   | Nehren, Kappelstraße 9 (Karte)           | 1696                                | Giebelständiger Fachwerkbau mit Segensspruch datiert 1696; Zwerchhaus Ende 19. Jahrhundert. Quer zum Wohnhaus die Scheune, 17./18. Jahrhundert. Geschützt nach § 2 DSchG |    |
|                | Gehöft Kappelstraße 11                  | Nehren, Kappelstraße 11 (Karte)          | 1626/27                             | Giebelständiges verputztes Fachwerkhaus, im Giebel freigelegtes Fachwerk, datiert 1626/27. Fachwerk-Doppelscheune mit Mitteltennen datiert 1647/48 Geschützt nach § 2 DSchG |    |
|                | Wohnhaus Im Bund 12                     | Nehren, Im Bund 12 (Karte)               | 18./19. Jahrhundert                 | Wohnhaus, erhaltenswertes Gebäude |    |
|                | Bauernhaus Kappelstraße 16              | Nehren, Kappelstraße 16 (Karte)          | 1785                                | Giebelständiges gestelztes Einhaus. Bauinschrift 1785. Geschützt nach § 2 DSchG |    |
|                | Scheunen Im Bund 17 und 19              | Nehren, Im Bund 17 und 19 (Karte)        | wohl 17./18. Jahrhundert            | Scheunen, erhaltenswerte Gebäude |    |
|                | Kleinbauernhaus Kappelstraße 21         | Nehren, Kappelstraße 21 (Karte)          | 17. Jahrhundert                     | Traufständiges verputztes Fachwerkhaus mit massivem Sockel, 17. Jahrhundert. Geschützt nach § 2 DSchG |    |
|                | Wohnhaus Im Bund 23                     | Nehren, Im Bund 23 (Karte)               | wohl 17./18. Jahrhundert            | Wohnhaus, erhaltenswertes Gebäude |    |
|                | Wohnhaus Luppachstraße 1                | Nehren, Luppachstraße 1 (Karte)          | 18. Jahrhundert                     | Wohnhaus, erhaltenswertes Gebäude |    |
|                | Wohn- und Geschäftshaus Luppachstraße 2 | Nehren, Luppachstraße 2 (Karte)          | 1950er Jahre                        | Wohn- und Geschäftshaus, erhaltenswertes Gebäude |    |
|                | Gehöft Luppachstraße 6                  | Nehren, Luppachstraße 6 (Karte)          | 18. Jahrhundert                     | Traufständiges gestelztes Einhaus. Geschützt nach § 2 DSchG |    |
|                | Wohnhaus Luppachstraße 8                | Nehren, Luppachstraße 8 (Karte)          | zweite Hälfte 16. Jahrhundert       | Wohnhaus, erhaltenswertes Gebäude |    |
|                | Wohnhaus Luppachstraße 9                | Nehren, Luppachstraße 9 (Karte)          | zweite Hälfte 16. Jahrhundert       | Wohnhaus, erhaltenswertes Gebäude |    |
|                | Wirtshausschild                         | Nehren, Luppachstraße 10 (Karte)         | 1937                                | Schmiedeeiserner Ausleger des ehemaligen Gasthauses „Zum Engel“. Geschützt nach § 2 DSchG |    |
|                | Einhaus Luppachstraße 13                | Nehren, Luppachstraße 13 (Karte)         | um 1600                             | Giebelständiges, zweigeschossiges verputztes Fachwerkhaus. Geschützt nach § 2 DSchG |    |
|                | Wohnhaus Luppachstraße 14               | Nehren, Luppachstraße 14 (Karte)         | um 1900                             | Wohnhaus, erhaltenswertes Gebäude |    |
|                | Wohnhaus Luppachstraße 16               | Nehren, Luppachstraße 16 (Karte)         | im Kern wohl 17. Jahrhundert        | Wohnhaus, erhaltenswertes Gebäude |    |
|                | Wohnhaus Luppachstraße 18               | Nehren, Luppachstraße 18 (Karte)         | im Kern wohl 17. Jahrhundert        | Wohnhaus, erhaltenswertes Gebäude |    |
|                | Wohnhaus Luppachstraße 19               | Nehren, Luppachstraße 19 (Karte)         | im Kern wohl 18. Jahrhundert        | Wohnhaus, erhaltenswertes Gebäude |    |
|                | Wohnhaus Luppachstraße 21               | Nehren, Luppachstraße 21 (Karte)         | im Kern wohl 18. Jahrhundert        | Wohnhaus, erhaltenswertes Gebäude |    |
|                | Wohnhaus Luppachstraße 23               | Nehren, Luppachstraße 23 (Karte)         | im Kern wohl 18. Jahrhundert        | Wohnhaus, erhaltenswertes Gebäude |    |
|                | Bauernhaus Luppachstraße 28             | Nehren, Luppachstraße 28 (Karte)         | 1777                                | Gestelztes Einhaus mit massivem Sockelgeschoss, datiert 1777. Geschützt nach § 2 DSchG |    |
|                | Wohnhaus Luppachstraße 30               | Nehren, Luppachstraße 30 (Karte)         | 1777                                | Wohnhaus, erhaltenswertes Gebäude |    |
|                | Wohnhaus Luppachstraße 39               | Nehren, Luppachstraße 39 (Karte)         | 1787                                | Traufständiges Fachwerkhaus über massivem Erdgeschoss. Segensspruch mit Jahreszahl 1787. Geschützt nach § 2 DSchG |    |
|                | Gehöft Oper 1                           | Nehren, Oper 1 (Karte)                   | Ende 15. Jahrhundert                | Wohnhaus (Ende 15. Jahrhundert), Doppelscheune (1763), Kellerhaus. Ältestes Gehöft in Nehren. Geschützt nach § 2 DSchG |    |
|                | Doppelwohnhaus Schulstraße 2            | Nehren, Schulstraße 2 (Karte)            | 1535/36                             | Zweigeschossiger verputzter Fachwerkbau mit Bohlenstube. Kernbau 1535/36. Geschützt nach § 2 DSchG |    |
|                | Gehöft Wertstraße 5                     | Nehren, Wertstraße 5 (Karte)             | im Kern 17. Jahrhundert             | Giebelständiges zweigeschossiges Wohnhaus, im Kern 17. Jahrhundert, zwei Scheunen datiert 1669 und 1722. Geschützt nach § 2 DSchG |    |
|                | Gehöft Wertstraße 8                     | Nehren, Wertstraße 8 (Karte)             | 1757                                | Giebelständiger zweigeschossiger Fachwerkbau über massivem Erdgeschoss. Segensspruch mit Jahreszahl 1757. Große Fachwerkscheune des 17. Jahrhunderts. Ehemaliger Gasthof Ochsen. Geschützt nach § 2 DSchG |    |
|                | Gehöft Wertstraße 12                    | Nehren, Wertstraße 12 (Karte)            | 1780                                | Traufständiges Wohnstallhaus datiert 1780 mit Scheune datiert 1658. Geschützt nach § 2 DSchG |    |
|                | Wohnhaus Wertstraße 13                  | Nehren, Wertstraße 12 (Karte)            | im Kern 18. Jahrhundert             | Wohnhaus mit Scheune, erhaltenswertes Gebäude |    |

## Außerhalb der Gesamtanlage Nehren
| Bild           | Bezeichnung        | Lage                            | Datierung | Beschreibung | ID |
| -------------- | ------------------ | ------------------------------- | --------- | ------------ | -- |
| Weitere Bilder | Kirschenfeldschule | Nehren, Wilhelmstraße 7 (Karte) |           | [ 1 ]        |    |